# Salve Regina (Pärt)
Salve Regina est une œuvre pour chœur mixte et orgue écrite par Arvo Pärt, compositeur estonien associé au mouvement de musique minimaliste.

## Historique
Composée en 2001, cette œuvre est une commande de l'évêché d'Essen et dédiée à son évêque Hubert Luthe. Près de dix ans plus tard, Pärt donne de la partition une version pour chœur mixte, cordes et célesta.

## Discographie
- Sur le disque Adam's Lament par le Chœur de la radio lettone dirigé par Tõnu Kaljuste chez ECM Records, 2012.